# Cot Manjang
Cot Manjang är ett berg i Indonesien.   Det ligger i provinsen Aceh, i den västra delen av landet, 1 800 km nordväst om huvudstaden Jakarta. Toppen på Cot Manjang är 738 meter över havet.
Terrängen runt Cot Manjang är huvudsakligen kuperad, men österut är den bergig.Runt Cot Manjang är det ganska tätbefolkat, med 90 invånare per kvadratkilometer. Omgivningarna runt Cot Manjang är en mosaik av jordbruksmark och naturlig växtlighet.